# Чжу Лин
Чжу Лин (кит. 朱玲, англ. Zhu Ling; р. 10 июля 1957, Лайу, провинция Шаньдун, Китай) — китайская волейболистка, нападающая. Чемпионка летних Олимпийских игр 1984 года.

## Биография
Волейболом Чжу Лин начала заниматься в 1970 году в средней школе города Чунцин. С 1975 играла за команду провинции Сычуань. В 1979 дебютировала в сборной Китая, за которую выступала до 1984 года, став в её составе победителем четырёх официальных международных турниров: Олимпиады-1984, Кубка мира 1981, Азиатских игр 1982 и чемпионата Азии 1979.
После окончания игровой карьеры в 1984 Чжу Лин работает в спортивном бюро провинции Сычуань, с 2004 являясь его директором. 

### Игровая клубная карьера
- 1975—1984 —  «Сычуань» (Чэнду).

## Игровые достижения

### Со сборной Китая
- Олимпийская чемпионка 1984.
- победитель розыгрыша Кубка мира 1981.
- чемпионка Азиатских игр 1982.
- чемпионка Азии 1979;
  - серебряный призёр чемпионата Азии 1983.